# Alfajor

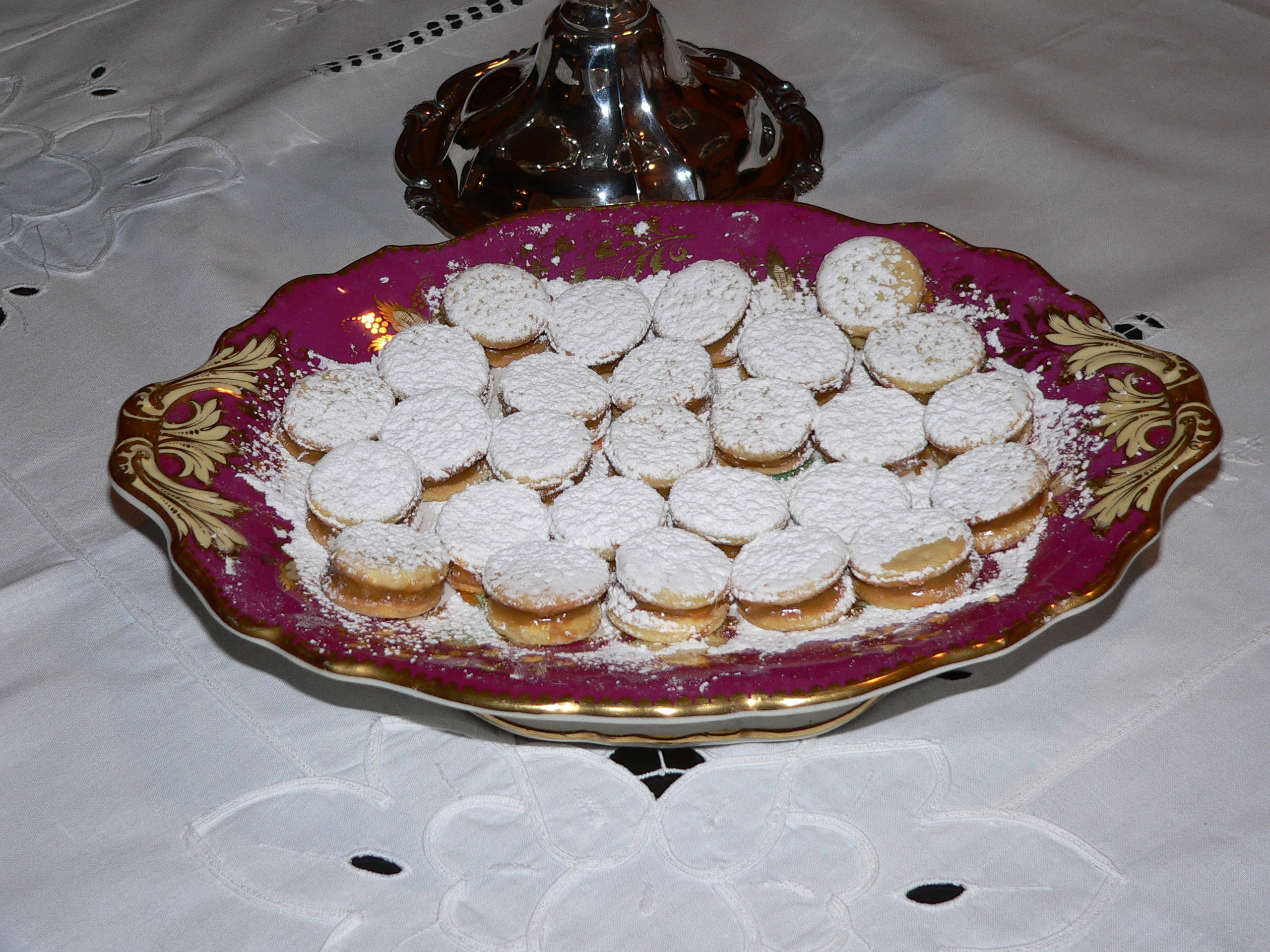
Alfajores péruviens.

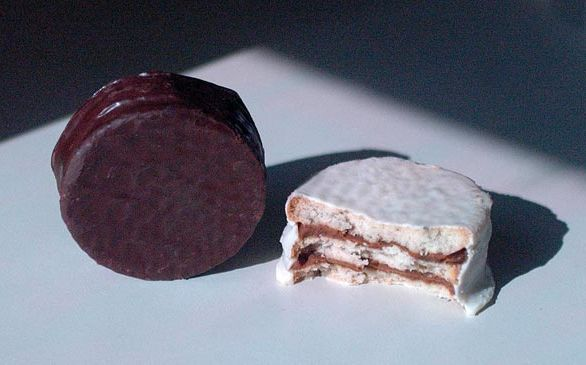
Alfajores triples de chocolat et glacé.

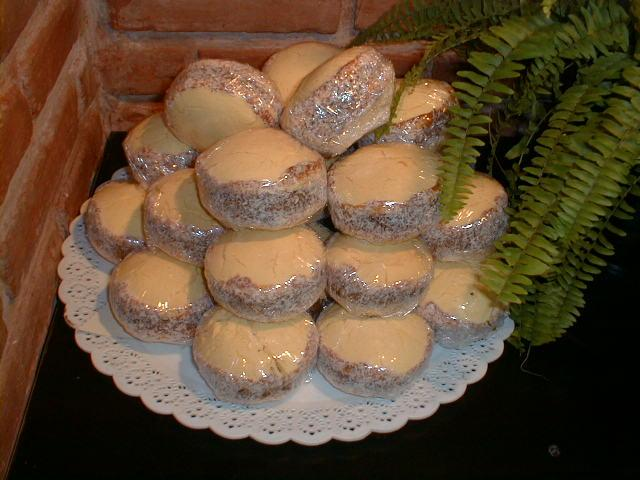
Alfajores artisanaux de Maïzena et dulce de leche.

Alfajor désigne diverses formes de pâtisseries, fabriquées en Amérique latine et en Espagne.
Au Chili, en Argentine, en Uruguay, au Pérou et dans d'autres pays d'Amérique latine, cette pâtisserie se compose de deux ou de plusieurs biscuits, réunis par un remplissage sucré, et le plus souvent nappés de chocolat, d'un glaçage ou de sucre en poudre et aussi du dulce de leche (caramel au lait). Le remplissage est généralement constitué de confiture de fruits ou de lait, ou de mousse au chocolat.
En Espagne, les alfajores sont typiquement des douceurs servies pour les fêtes de Noël, traditions andalouses et surtout de Murcie. Ils peuvent être faits à partir de pâte d'amandes, de noix et de miel, et d'autres friandises traditionnelles d'origine médiévale, comme le nougat ou le massepain. Ils peuvent avoir la forme d'un cylindre compact, réalisé avec de la chapelure en masse agglomérée, ou bien avec de la pâte de miel comme remplissage entre les gaufrettes de farine.
L’alfajor est présent depuis des années dans la cuisine des pays du Rio de la Plata, qui est le fruit d'une tradition très ancienne des peuples arabes. Son nom est originaire de l'arabe l-hasú, qui signifie « farce », ou « farcir ».

## Histoire
Originaire d'Andalousie, au temps Al-Andalus, le mot alfajor, aussi appelé alaju dans certaines régions, est déjà cité sur le Dictionnaire latino-espagnol de Nebrija, en 1492. Les premières références apparaissent en Amérique du Sud et, plus particulièrement, au Venezuela et au Pérou, mets servant de ration aux troupes espagnoles, puis accommodé en dessert dans la région de Rio de la Plata, par les immigrés andalous.
Actuellement, nous retrouvons cette même recette à Valverde del Camino (province de Huelva, en Andalousie), présentée sous forme de deux gaufrettes, fourrées de miel, amandes, cannelle, clou de girofle et anis. Cette même farine sert aussi à la fabrication des hosties pour les messes chrétiennes, et sont vendues empaquetées[Qui ?] dans de la cellophane. Les alfajores sont par tradition distribués par des femmes le jour de la féria, ou de la romeria de la région de Séville, lors du défilé de tous les saints de la ville. Ce défilé est accompagné de chants et danses dont les paroles populaires disent :
Dos cosas tiene Valverde 

que no las tiene La Habana 

tortillas de gurumelos 

y Alfajor de Las Manzanas
Que l'on peut traduire par :
Deux choses importantes a Valverde

que n'a pas La Havane

une omelette de gurumelos

et l’alfajor de Las Manzanas
Dans la province de Río de la Plata, l’alfajor est introduit vers le XIXe siècle par un pionnier français, Auguste Chammas, qui débarque en 1840 sur les côtes de la région et, en 1869, fonde une petite industrie familiale. Cette famille élaborera des confitures et fabriquera des tartelettes d’alfajor ; elle sera la première à réaliser ce dessert sous cette forme.

## Alfajorde Medina-Sidonia (Cadix)
Le conseil régulateur de l'IGP (organe de certification chargé de la promotion des produits locaux) veille sur la qualité et le savoir-faire de l’alfajor de Médina-Sidonia depuis près de cinq cents ans. Il se présente sous forme cylindrique et pèse environ 500 g ; il est décoré de fruits secs et nappé de miel parfumé de cannelle.

## Alfajorde Murcia
Ce dessert très ancien a su maintenir toute la tradition médiévale, mais ne se fabrique que dans le nord-est de la région, et principalement à Pedanías altas de Lorca.

## Alfajorde Cuenca et Alcarria
Dans cette région, ce dessert est appelé alajú.

## Argentine
L'alfajor argentin a été créé par le pâtissier français Auguste Chammas en 1869 à Cordoba,. Selon les traditions et goûts alimentaires, l’alfajor peut varier de forme. Il peut se présenter comme deux galettes fourrées de marmelade ou de nougatine mais, industriellement, la production ne remonte qu'à une cinquantaine d'années. Sur les côtes argentines, les marques déposées sont Havanna, Balcarce, Rapa Nui, vendues dans les supermarchés ou supérettes. Les statistiques ont fait apparaître que l'Argentine consommait près de 6 millions d’alfajores par jour, pour 36 millions d'habitants. Les gondoles des supermarchés offrent jusqu'à 34 variétés différentes.

## Uruguay
En Uruguay, les marques déposées sont le Punta Ballena, Portezuelo, Sierra de Minas et Solanas.
Chaque pays ou région possède ses propres recettes et accommodations comme l’alfajor de Cordoue, d'Argentine, Santa Fé, Santiago del Estero en Argentine, ou Punta del Este en Uruguay où il est de tradition de l'offrir en souvenir à ses amis ou à sa famille.

## Mexique
L’alfajor est accommodé avec de la noix de coco et du sucre de canne ou de la confiture de rose.